# Mughal-e-Azam
Mughal-e-Azam (Urdu مغلِ اعظم; Hindi मुग़ले आज़म muġal-e āzam) ist ein indischer Spielfilm von Karimuddin Asif aus dem Jahr 1960. Er gehört zu den wichtigsten Werken des Hindi-Films.

## Handlung
Das Mogulherrscherpaar Jalal-ud-din Mohammad Akbar und seine rajputische Frau Jodha Bai hat den Sohn Salim, der sich jedoch mehr den Vergnügungen als den Pflichten eines Thronfolgers hingibt. Nach der erfolgreichen Erziehungsmaßnahme, ihn außerhalb des Palastes aufwachsen zu lassen, kehrt Salim zurück an den Hof, verliebt sich dort aber zum Missfallen des zwischen den Pflichten eines Moguls und den Gefühlen eines Vaters hin- und hergerissenen Akbars in die schöne Sklavin und Tänzerin Anarkali und will sie gar heiraten. Akbar wirft Anarkali ins Gefängnis, kann ihre Liebe zu Salim dadurch aber nicht brechen. Gegen seinen Sohn Salim zieht er gar in den Krieg, ohne ihn letztlich töten zu können. Er verhängt gegen ihn die Todesstrafe, beschwört damit aber nur ein Aufbegehren seiner Untertanen herauf. Anarkali soll letztlich sterben. Sie akzeptiert ihren Tod, um Salim zu retten, wünscht sich aber vor der Vollstreckung der gegen sie verhängten Todesstrafe als Letzten Wunsch, Salims Königin zu werden. Akbar stimmt dem zu, ohne an der Todesaussicht etwas zu ändern. Anarkali wird lebendig eingemauert.
Im letzten Moment gestattet ihr Akbar das Land zu verlassen und leben zu können.

## Rezeption
“Mughal-e-Azam is a tribute to the imagination, hard work and lavishness of its maker…For its grandeur, its beauty and the performances of the artistes it should be a landmark in Indian films.”

„Mughal-e-Azam ist eine Verbeugung vor der Vorstellungskraft, der harten Arbeit und der Großzügigkeit seines Machers… Wegen seiner Größe, seiner Schönheit und der Leistungen der Künstler sollte es ein Meilenstein der indischen Filmindustrie sein.“

Der Film erhielt den Filmfare Award 1961 in den Kategorien Bester Film, Beste Kamera und Bester Dialog.

## Farbfassung 2004
2004 wurde der Film mit einer kompletten digitalen Kolorierung wiederveröffentlicht. Der Film enthielt ursprünglich zwei Farbsequenzen von insgesamt etwa 30 Minuten Dauer, die – nachdem 1952 mit Jhansi Ki Rani der Farbfilm in Indien seine Premiere hatte – für besonders opulent ausgestattete Szenen gedreht wurden. Der Regisseur Karim Asif hätte zwar schon 1960 den gesamten Film gern in Farbe neu gedreht, wegen der ohnehin schon ausgeuferten Produktionskosten wurde ihm dieser Wunsch jedoch nicht gewährt.
Von einer Filmrestaurierung nach westlichem Verständnis kann man aber bei der neuen Fassung nicht sprechen. Fehler findet man beispielsweise in den Anfangscredits (ein Schauspieler wird in der Rolle als Scultpor statt als Sculptor angekündigt), aber auch in der Farbgebung gegen Ende des Films als der vorher vollkommen grauhaarige Akbar plötzlich zwar noch graue Augenbrauen, dafür aber einen gelben Bart und gelbe Haare hat. Die Farben selbst haben mitunter auch den Charme von Handkolorierungen vor 1910. Zudem wurde der Film um etwa 20 Minuten gekürzt.